# Andorrsko-španělská státní hranice
Hranice mezi Andorrou a Španělskem se nachází v Pyrenejích mezi severním Španělskem a jižní a západní Andorrou. Je dlouhá 64 kilometrů. Jedná se o vnější hranici Evropské unie i vnější hranici schengenského prostoru, protože Andorra není ani členem EU, ani účastníkem Schengenské dohody.

## Specifikace
Španělsko-andorrská hranice měří 64 km a vede mezi jihem Andorry a severem Španělska (autonomní oblast Katalánsko) v pohoří Pyreneje. Protože se Španělsko i Andorra nachází ve stejném povodí, je cestování snazší (silnice jsou lepší) než mezi Andorrou a Francií. Jediným úředním jazykem Andorry je katalánština.

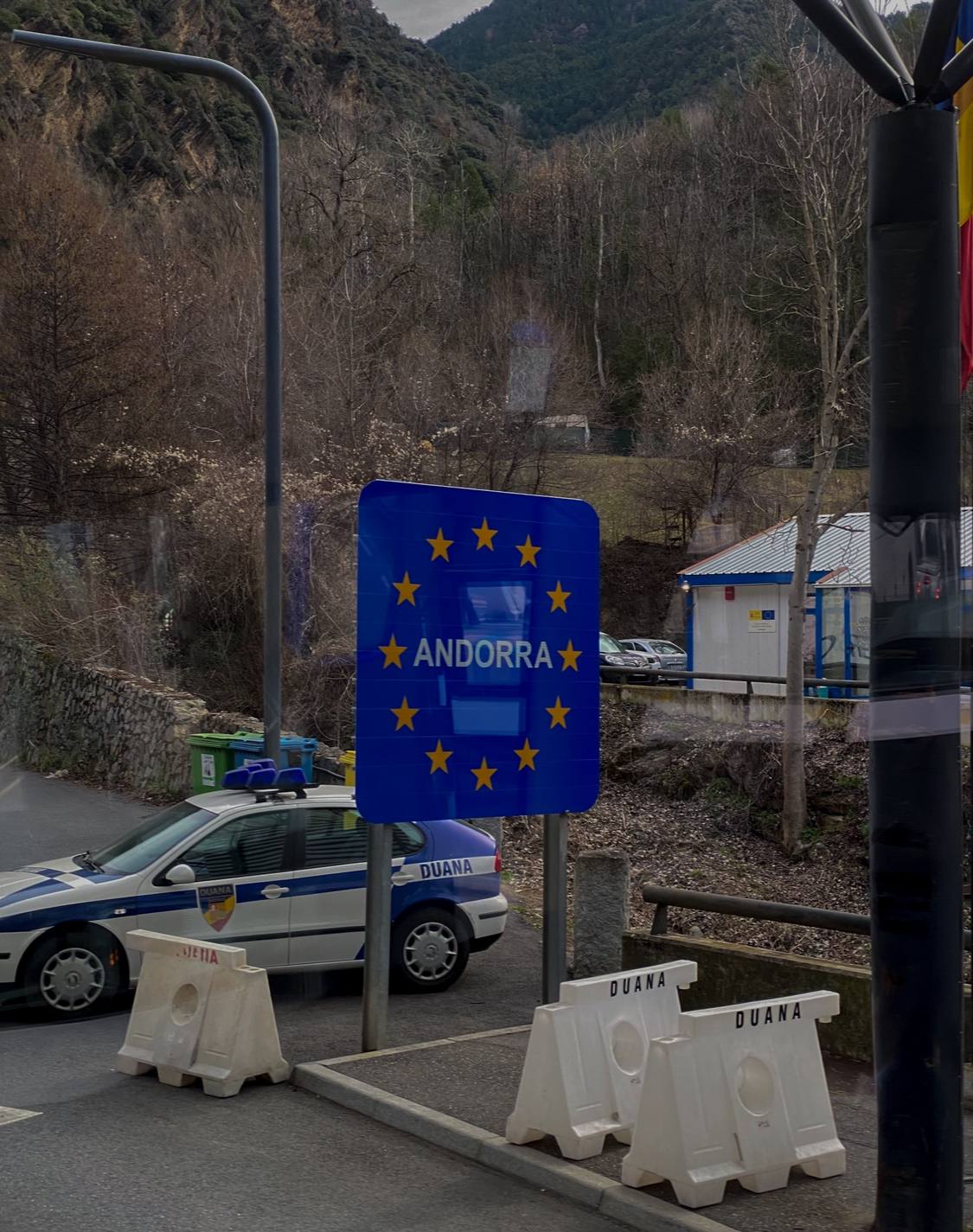
Značka na hranici Andorry a Španělska

Hranice začíná na západě v trojmezí Andorra-Francie-Španělsko (42°36′13″ s. š., 1°26′30″ z. d.). Poté vede obecně jihovýchodním směrem, později se stáčí na severovýchod až k východnímu trojmezí Andorra-Francie-Španělsko (42°30′9″ s. š., 1°43′34″ z. d.). Dělící linie mezi oběma zeměmi prochází vysokohorskými oblastmi, často přesahujícími 2 000 metrů nad mořem, a vede blízko nejvyššího bodu Andorry, vrcholu Coma Pedrosa. Hraničí také s údolím Madriu-Perafita-Claror, jedinou památkou UNESCO v Andoře.
V květnu 2015 přijala Evropská komise program spolupráce na zlepšení ochrany životního prostředí na hranicích Španělska s Andorrou a Andorry s Francií.
Hraniční bod v Os de Civís (Španělsko) je přístupný pouze přes Sant Julià de Lòria v Andoře.

## Hraniční kontroly

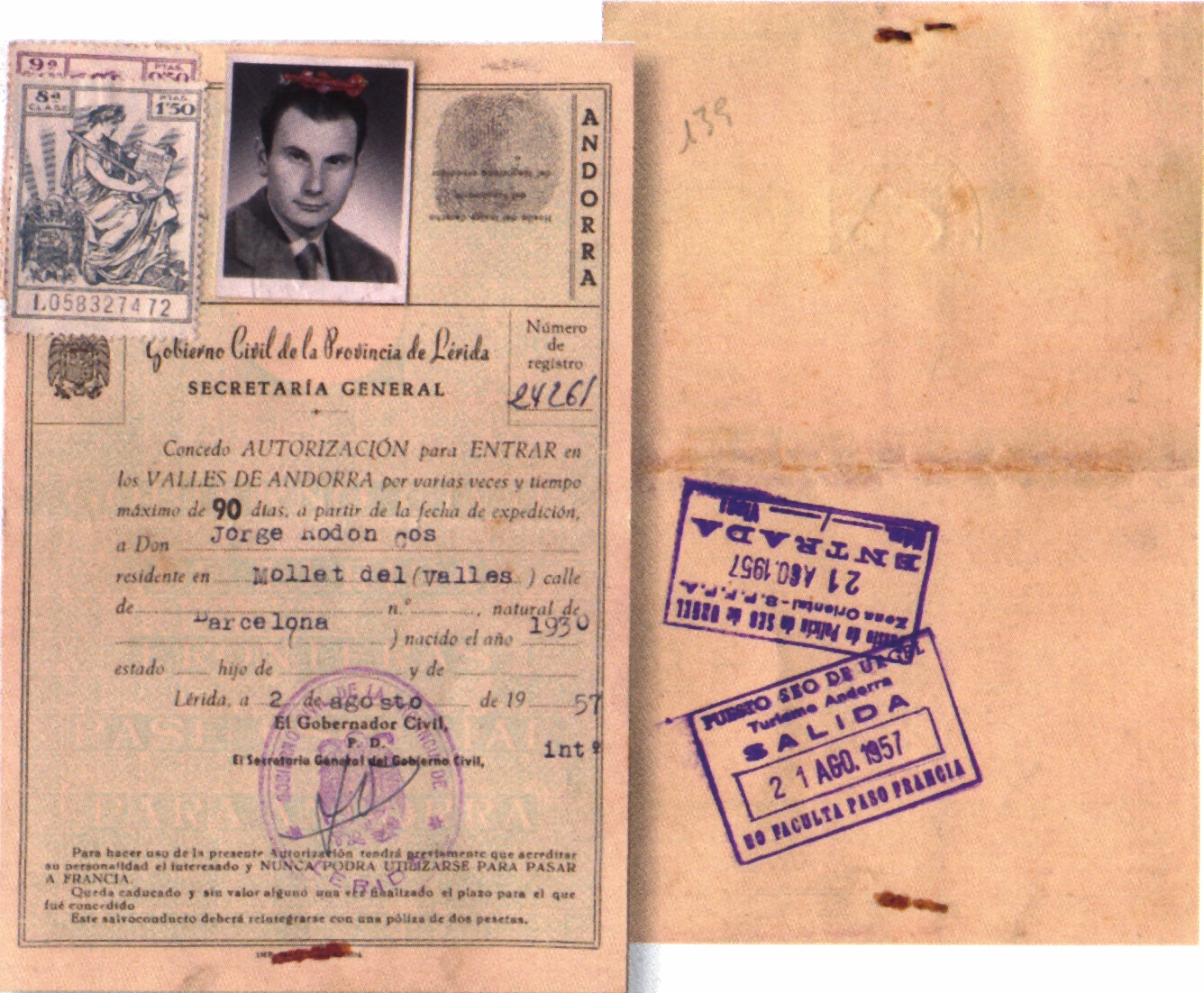
Vstupní povolení pro Španěla, vydané v Lleidě, 1957

Hlavní dopravní spojení mezi oběma zeměmi vede přes údolí Valira mezi La Seu d'Urgell a farností Sant Julià de Lòria. Jediná hraniční kontrola mezi Andorrou a Španělskem se nachází právě na této silnici. Žádný železniční hraniční přechod neexistuje.
Kromě toho jsou vrtulníky povoleny jen do letišť s hraniční kontrolou v jiných zemích, nikoli kamkoli mimo Andorru. Lety obvykle směřují na letiště v Barceloně nebo Toulouse.
Dohoda podepsaná v roce 2003 mezi Francií, Španělskem a Andorrou upravuje pohyb a pobyt občanů třetích zemí v Andoře. Stanoví, že tři země budou koordinovat své vízové požadavky – ve skutečnosti Andorra dnes uplatňuje požadavky schengenského vízového systému – a že Andorra umožní vstup pouze těm, kteří mají právo vstoupit do Španělska nebo Francie. Andorra může udělit povolení k pobytu komukoli a tito lidé budou považováni za dlouhodobé rezidenty Francie nebo Španělska.

## Kontraband
Kvůli nízké dani na tabák v Andoře dochází k rozsáhlému pašování cigaret mezi oběma zeměmi; probíhá nejen přes oficiální hraniční přechod La Farga de Moles, ale také často přes horské průsmyky. Ostrahu hranice má na španělské straně na starost Guardia Civil, která pašeráky zatýká.